# キヌア

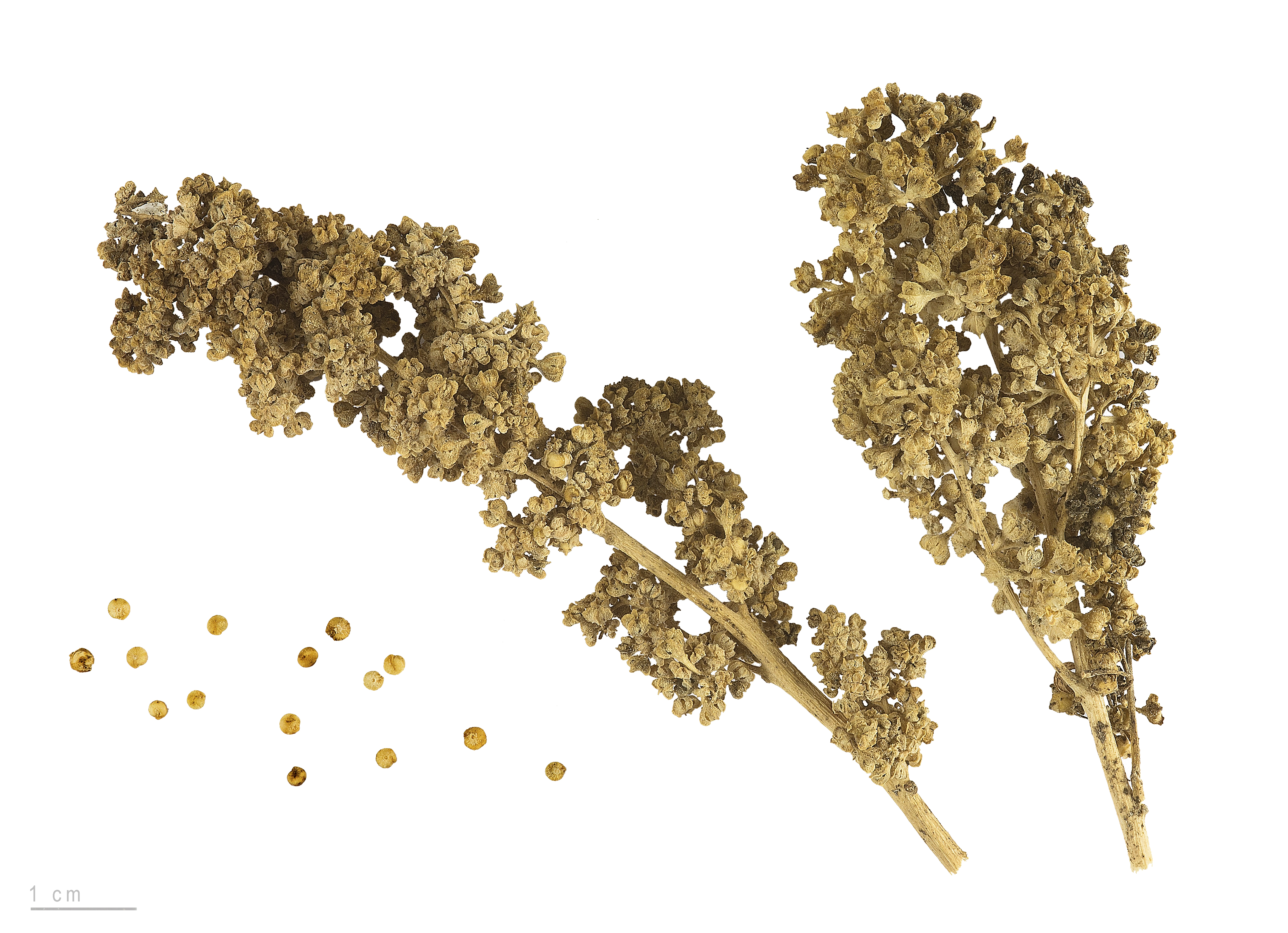
キヌアの品種「レッド・ファロ」

キヌア（西: Quínua、ケチュア語：kinwa または kinuwa、学名：Chenopodium quinoa）またはキノア（Quinoa）は、ヒユ科アカザ亜科アカザ属の植物。アカザとは同属、ホウレンソウやビートとは同科である。南米アンデス山脈の高地アルティプラーノにおいて、数千年前より食用に栽培されている擬穀類（英: Pseudocereal）であり、トウジンビエ、シコクビエ、キビ（黍）、アワ（粟）、ヒエ（稗）などと同様に、雑穀に分類される。
国際連合食糧農業機関(FAO)によると、2014年の年間生産量は世界全体で約19万トンで、ミレット（millet：トウジンビエ、シコクビエ、キビ、アワ、ヒエなどの総称）の2838万トンの約150分の1でしかない。主たる生産国も南米のペルー、ボリビア、エクアドルに限られているが、栄養面で優れており、いわゆるスーパーフードの一つとして注目されていることから世界100カ国以上に栽培が広がっており、少量は日本（北海道剣淵町、静岡県裾野市）でも栽培されている。
2017年2月、キヌアのほぼ完全なゲノム情報が解読された。

## 植生・生産
キヌアの穂は品種により、赤、黄、紫、白など様々な色を呈し、直径約2mmの種子を一つの房に250-500個程度つける。脱穀した種子は白く扁平な円形をしており、食料となる。冷涼少雨な気候でもよく育つ。
キヌアの草丈は1-2メートルと高く分枝は少ない。主幹は半木質で葉は波状のものから歯状のものまで多様な形態で幅が広く先端は狭くなり鋭い歯状である。花は伸び出した草質の円錐花序で花被片は5枚である。現在のキヌアの栽培種には栽培地に応じて「高原型」「塩地型」「谷型」「海岸型」の4つの品種群がある。高原型はアンデス山脈の標高3000メートル以上のアルティプラノで栽培される。塩地型はボリビア南西部のウユニ塩原周辺で栽培される種、谷型はクスコより北の谷間で栽培されるもの、海岸型はチリの中部（中緯度）海岸地帯で栽培されている。キヌアは数千年の栽培の歴史があるが、植物毒であるサポニンを種子の表面に含み、種子の脱落性がある等、野生種の特徴を保持している。他の栽培作物では人類による数千年の栽培の過程で利用に適するよう人為選択されるが、キヌアにおけるサポニンの保持は、キヌアが栽培される土地では植生が乏しく、鳥獣による食害を防ぐためではないかと推察されている。

ボリビアでは栽培特性から、ふたつに分類される。
高地型（Altiplanoタイプ）年間降水量約 400mm程 度の比較的降水量の多い地域でジャガイモやムギ類と輪作して栽培される。
塩地型（Salarタイプ）年間降水量約 200mm 程度のウユニ塩湖畔の降水量が少ない地域において単作される。
しかし、近年のブームによりボリビアでは栽培面積の拡大や作付けをしない期間の短縮によって、土壌劣化の進行による栽培の持続性が懸念されている。
キヌアはコロンビアからボリビアにかけてのアンデス山脈一帯が原産と考えられており、5千-7千年前頃から野生種の利用が始まり、3千-4千年前頃には栽培が始まっていた。
キヌアの栽培地域では栽培されていない野生のキヌア（Chenopodium quinoa var. melanospermum）が自生しており、原種あるいは栽培種の子孫と考えられている。
海抜ゼロメートル地帯から標高4000メートルの半乾燥地帯（温帯ステップ気候）で生育するが、アンデス地方では主に標高2500メートル以上の地域で栽培されている。ウユニ塩原北方の標高約4000メートルのチパヤでは降水量が少なく土壌の塩分濃度が高いため他の作物が育たず、キヌアが唯一の作物となっている。
日本の国際農林水産業研究センターの分析によると、遺伝子的には多様で、旱魃や塩分濃度が高い環境でも育つ系統があり、品種改良も可能である。
インカ文明ではキヌアはトウモロコシと同様に貴重な作物であり、「チソヤ・ママ」（「穀物の母」）と称され神聖な作物と見なされていた。季節の初めにはインカ皇帝が金の鋤で種まきの儀式を行なっていた。
スペインのインカ帝国征服後、スペイン人はインカ文明を払拭して現地人を同化させるために、キヌアの栽培を禁止した。他のラテンアメリカ原産のトウモロコシ、ジャガイモ、インゲンマメなどは、スペイン人の交易により世界に広まり、全世界の主要作物となったが、キヌアはそれほど急速に広まらなかった。
2014年の生産量は、ペルーが114,725トン、ボリビアが74,382トン、エクアドルが3711トンであった。南米を含め100カ国以上で栽培されている。
痩せた土地でも栽培ができるため、モンゴルなどの気候条件が厳しく主に遊牧のみが行われてきた地域などでも栽培が試みられている。
1990年代以降の降雨量の減少のためにそれまで栽培されていたラッカセイが育たなくなったインドのアナンタプラム県ではキヌアの栽培が試みられている。

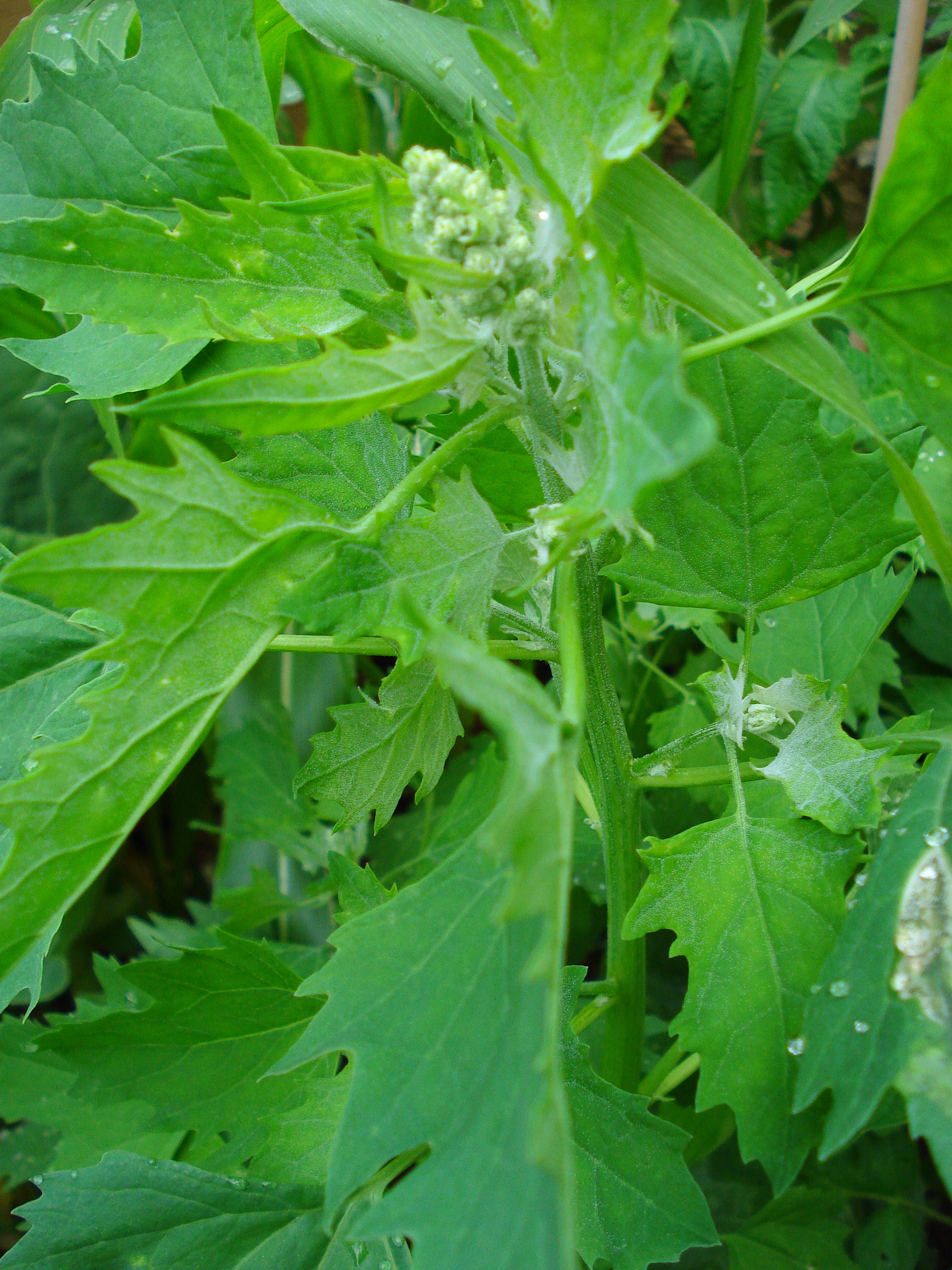
葉
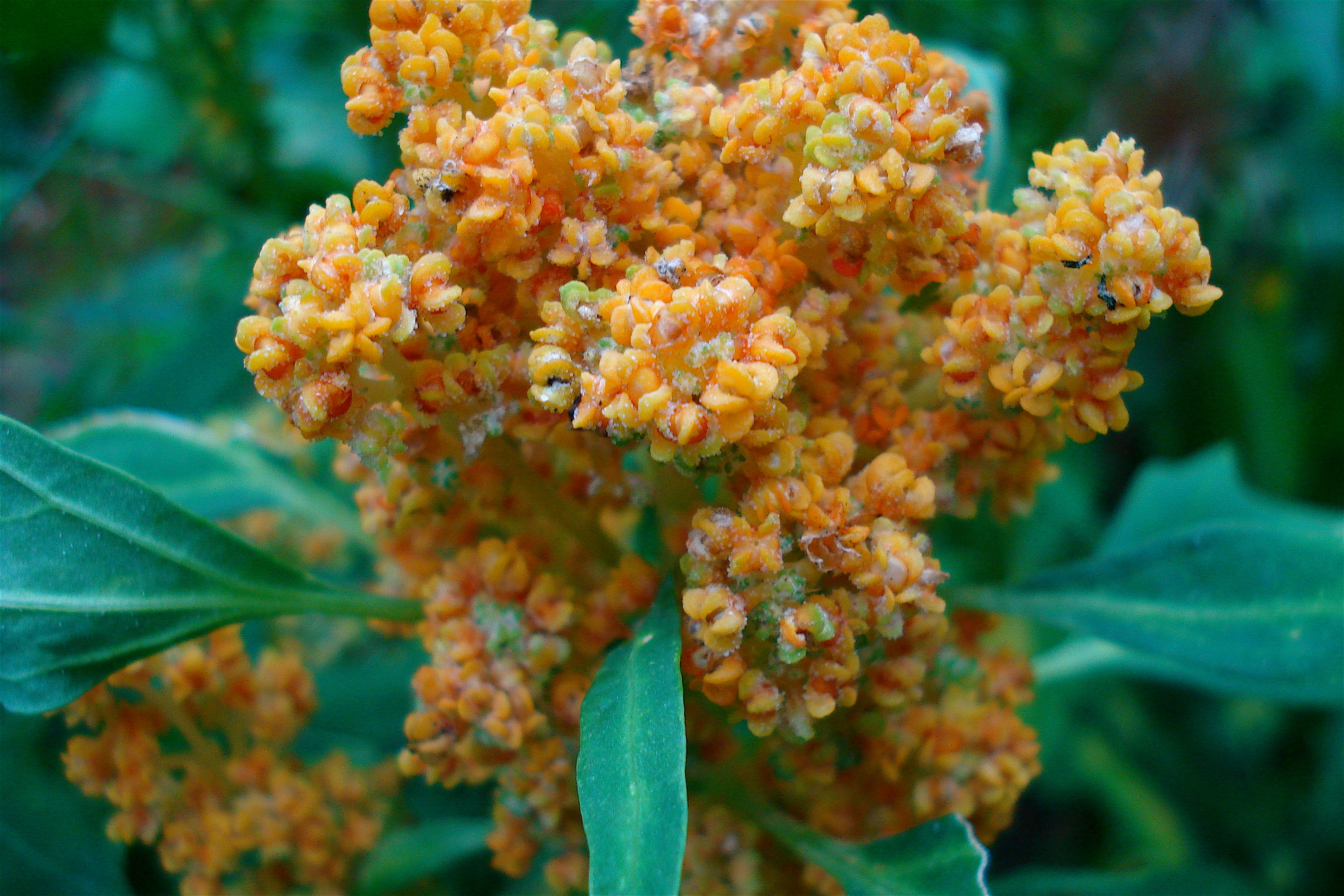
花
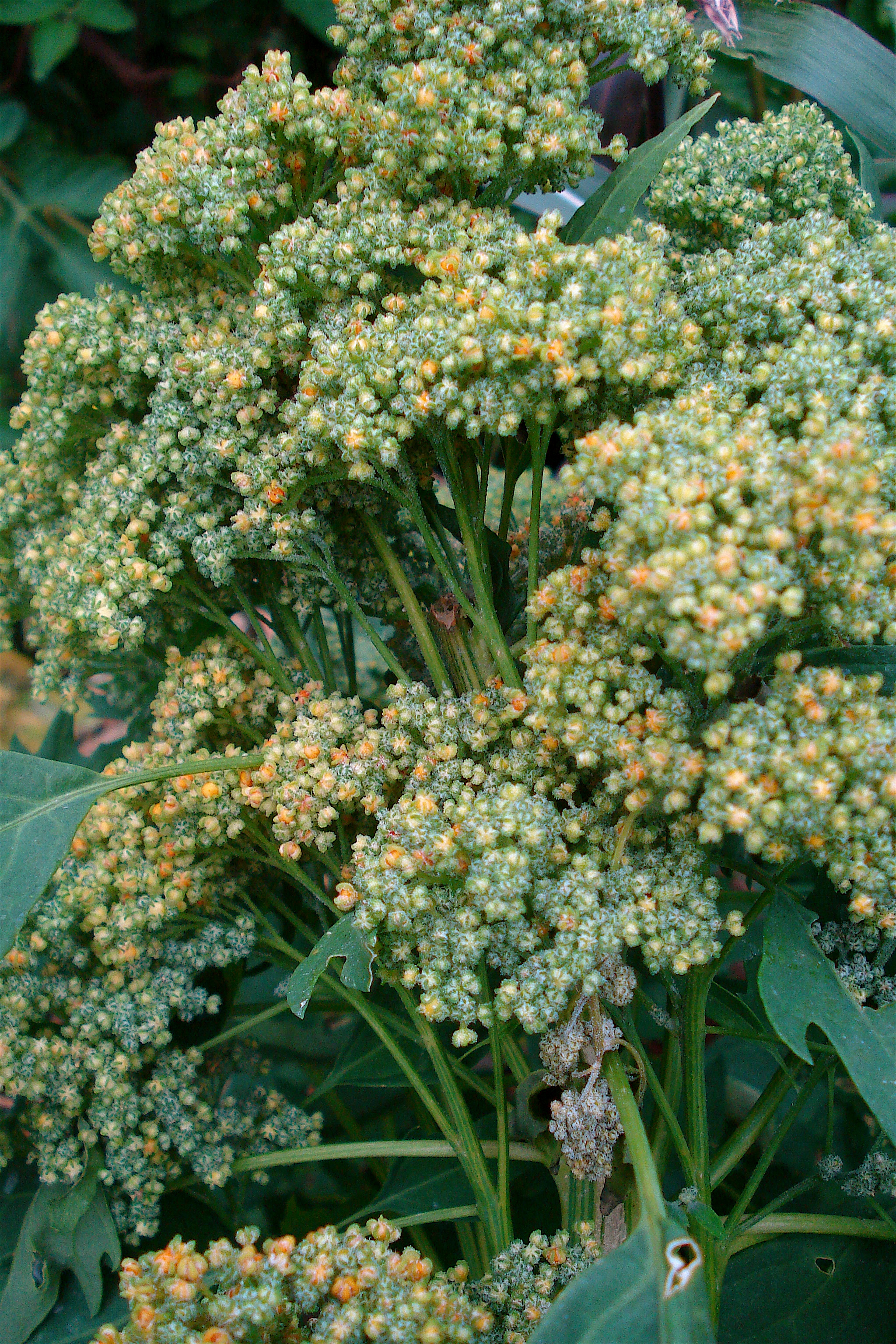
蕾の状態
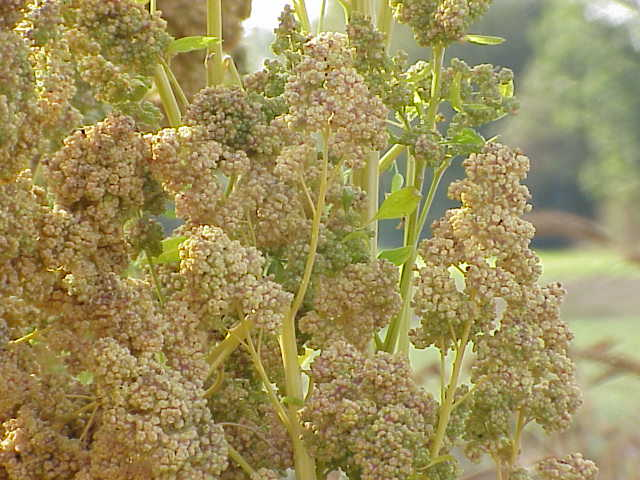
種子の状態
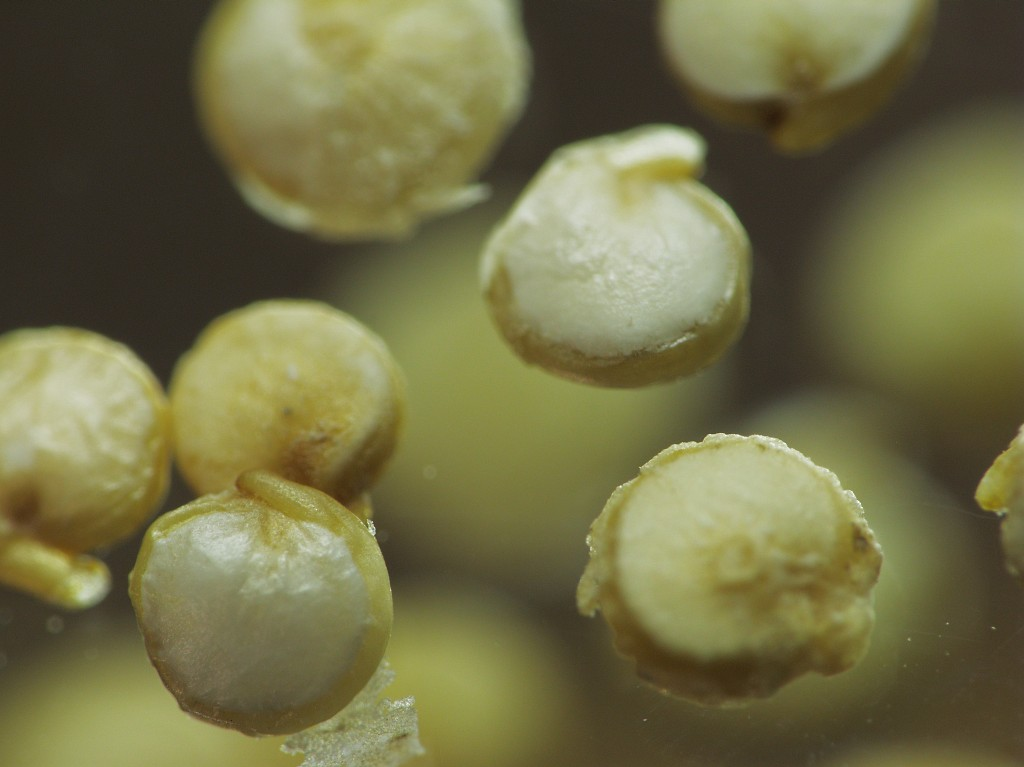
水を取り拡大した種子

## 栄養
キヌアは、その他の雑穀同様に栄養価が高く、キヌアと近縁のアマランサスはエンバク、ハトムギ、ライ麦同様にタンパク質を13-14%と多く含む。キヌアとアマランサスは他の雑穀に比べマグネシウム、リン、鉄分など無機質（ミネラル）やビタミンB類を多く含む。特に葉酸は緑黄色野菜に匹敵する量を含んでいる。ただし、キヌアや雑穀が高栄養価であるとの評価は主穀であるトウモロコシや米、小麦と比較してのことであり、キヌアを含む雑穀は、豆類ほど栄養価は高くない。
近年ヨーロッパや日本などで健康食品として注目されてきている。
1990年代にはアメリカ航空宇宙局が理想的な宇宙食の素材の一つとして評価し、「21世紀の主要食」と述べている。
タンパク質の含有率が他の穀物と比べて多く、その構成は牛乳と似ている。グルテンを含まないため、小麦アレルギーのような対グリアジンアレルギーを持つ人でも摂取できる。
アミノ酸はリシン、メチオニン、イソロイシンなどの必須アミノ酸を多く含み、その量は白米に匹敵するかそれよりも多い。
粘性の高いデンプンを含むため、小麦粉にキヌア粉を混ぜて使うとコシの強い生地を作ることができる。
脂質のほとんどがリノレン酸、オレイン酸といった不飽和脂肪酸で、特にリノレン酸はコレステロールの産出を抑制するなど、健康増進に役立つ。なお、キヌアの脂質量は乾燥品で8%程度とあまり高くはない。
コレステロール値を下げる効果がある一方、赤血球を破壊する性質（溶血性）があるサポニンを多く含む。キヌアの種子はサポニンで覆われているため、そのままでは苦くて食用には適さない。サポニンは水溶性なので水に晒してサポニンを抜く。サポニンがあると泡立つので泡立たなくなるまで何度も水を換え洗うことでサポニンを除去する。アメリカ合衆国などで販売されているキヌアはサポニンを除去する処理がされている
。

### 他の作物との比較
雑穀は精白米や製粉された小麦粉などより栄養価が高い。以下に各雑穀と比較用に米、小麦、大麦のデータを示す。以下のデータの大半は文部科学省の食品データベースからのものであるが、キヌアのデータは米国農務省（USDA）のデータを抽出したものである。なお文部科学省の数値と米国農務省の数値にはアマランサスで示すように違いがある。
| 成分名     | 成分名          | 単 位 | アワ | ヒエ | キビ | モロコシ 玄穀 | はと麦/ 精白粒 | ライ麦/ 全粒粉 | えんばく/ オートミール | アマランサ ス/玄穀 | アマラン サス[21] | キヌア [21] | 玄米 | 精白米 | 小麦 玄穀 | 大麦七分 つき押麦 |
| ---------- | --------------- | ----- | ---- | ---- | ---- | ------------- | -------------- | -------------- | ---------------------- | ------------------ | ----------------- | ----------- | ---- | ------ | --------- | ----------------- |
| エネルギー | エネルギー      | kcal  | 364  | 367  | 356  | 352           | 360            | 334            | 380                    | 358                | 371               | 368         | 350  | 356    | 337       | 341               |
| 炭水化物   | 炭水化物        | g     | 73.1 | 72.4 | 73.1 | 71.1          | 72.2           | 70.7           | 69.1                   | 64.9               | 65.3              | 64.2        | 73.8 | 77.1   | 72.2      | 72.1              |
| たんぱく質 | たんぱく質      | g     | 10.5 | 9.7  | 10.6 | 10.3          | 13.3           | 12.7           | 13.7                   | 12.7               | 13.6              | 14.1        | 6.8  | 6.1    | 10.6      | 10.9              |
| 脂質       | 脂質            | g     | 2.7  | 3.7  | 1.7  | 4.7           | 1.3            | 2.7            | 5.7                    | 6.0                | 7.0               | 6.0         | 2.7  | 0.9    | 3.1       | 2.1               |
| 食物繊維   | 食物繊維        | g     | 3.4  | 4.3  | 1.7  | 9.7           | 0.6            | 13.3           | 9.4                    | 7.4                | 6.7               | 7.0         | 3.0  | 0.5    | 10.8      | 10.3              |
| 水分       | 水分            | g     | 12.5 | 13.1 | 14.0 | 12.0          | 13.0           | 12.5           | 10.0                   | 13.5               | 11.3              | 13.0        | 15.5 | 15.5   | 12.5      | 14.0              |
| 無機質     | ナトリウム      | mg    | 1.0  | 3.0  | 2.0  | 2.0           | 1.0            | 1.0            | 3.0                    | 1.0                | 4.0               | 5.0         | 1.0  | 1.0    | 2.0       | 2.0               |
| 無機質     | カリウム        | mg    | 280  | 240  | 170  | 590           | 85             | 400            | 260                    | 600                | 508               | 563         | 230  | 88     | 470       | 220               |
| 無機質     | カルシウム      | mg    | 14   | 7    | 9    | 16            | 6              | 31             | 47                     | 160                | 159               | 47          | 9    | 5      | 26        | 23                |
| 無機質     | マグネシウム    | mg    | 110  | 95   | 84   | 160           | 12             | 100            | 100                    | 270                | 248               | 197         | 110  | 23     | 80        | 46                |
| 無機質     | リン            | mg    | 280  | 280  | 160  | 430           | 20             | 290            | 370                    | 540                | 557               | 457         | 290  | 94     | 350       | 180               |
| 無機質     | 鉄              | mg    | 4.80 | 1.60 | 2.10 | 3.30          | 0.40           | 3.50           | 3.90                   | 9.40               | 7.61              | 4.57        | 2.10 | 0.80   | 3.20      | 1.30              |
| 無機質     | 亜鉛            | mg    | 2.70 | 2.70 | 2.70 | 2.70          | 0.40           | 3.50           | 2.10                   | 5.80               | 2.87              | 3.10        | 1.80 | 1.40   | 2.60      | 1.40              |
| ビタミン   | B1 チアミン     | mg    | 0.20 | 0.05 | 0.15 | 0.35          | 0.02           | 0.47           | 0.20                   | 0.04               | 0.12              | 0.36        | 0.41 | 0.08   | 0.41      | 0.22              |
| ビタミン   | B2 リボフラビン | mg    | 0.07 | 0.03 | 0.05 | 0.10          | 0.05           | 0.20           | 0.08                   | 0.14               | 0.20              | 0.32        | 0.04 | 0.02   | 0.09      | 0.07              |
| ビタミン   | ナイアシン      | mg    | 1.70 | 2.00 | 2.00 | 6.00          | 0.50           | 1.70           | 1.10                   | 1.00               | 0.92              | 1.52        | 6.30 | 1.20   | 6.30      | 3.20              |
| ビタミン   | B6              | mg    | 0.18 | 0.17 | 0.20 | 0.31          | 0.07           | 0.22           | 0.11                   | 0.58               | 0.59              | 0.49        | 0.45 | 0.12   | 0.35      | 0.14              |
| ビタミン   | パントテン酸    | mg    | 1.84 | 1.50 | 0.94 | 1.42          | 0.16           | 0.87           | 1.29                   | 1.69               |                   |             | 1.36 | 0.66   | 1.03      | 0.43              |
| ビタミン   | 葉酸            | μg    | 29   | 14   | 13   | 54            | 16             | 65             | 30                     | 130                | 82                | 184         | 27   | 12     | 38        | 17                |

## 料理

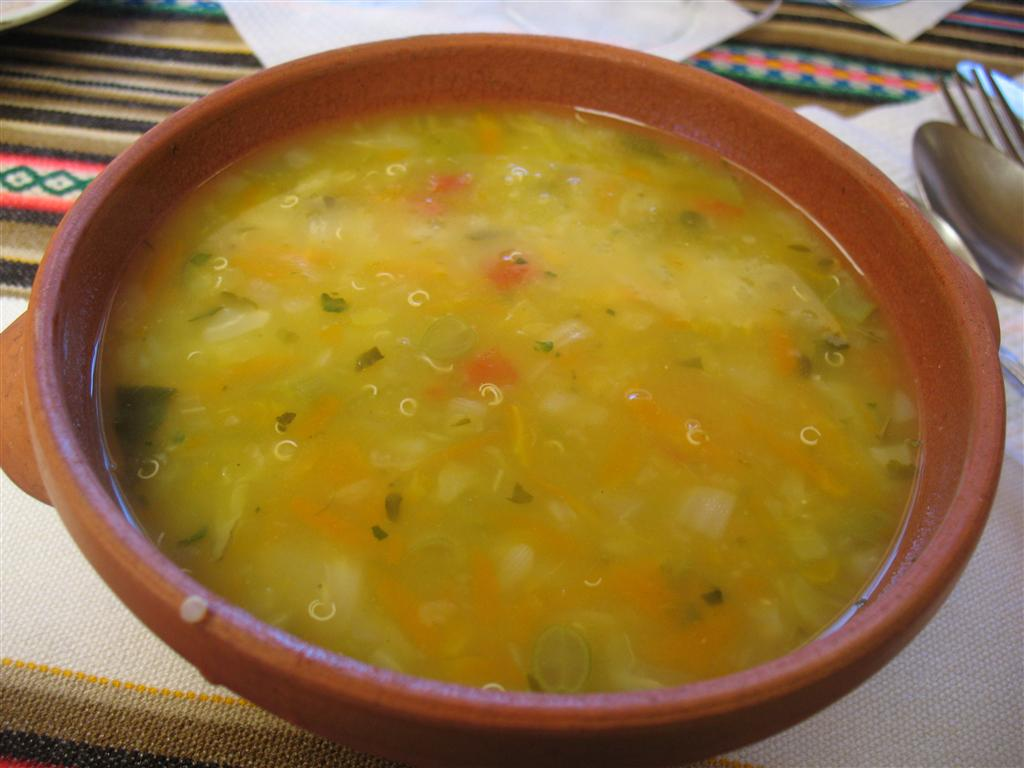
キヌアスープ。火を通すとキヌア独特のC字形の白い胚芽が飛び出す。

ボリビアやペルーの高原では、キヌアスープが定番料理の一つである。煮たキヌアは軽いプチプチとした食感があり、わずかにくせがある。他の食材の味をあまり変えないので、様々な味のスープに合わせることができる。果物と煮て甘い飲み物にすることもある。新アンデス料理（現代ペルー料理）では、キノット（quinotto、キヌアのリゾット）にもする。
また、小麦粉とあわせてクッキーやパウンドケーキやパンの生地にして焼いて食べることもある。
発酵させることにより、ビールに似た飲料やチチャのようなアルコール飲料を作ることもある。
サポニン化合物由来の苦い味の種が自然に作られることがあり、調理方法によっては食味に影響を与えることがある。
日本では、白米に混ぜて炊いて食べるのがブームになったことがあった。キヌアを混ぜて炊いた米は若干粘り気が強く、またいわゆる「薬臭い」香りがすることがある。この独特の臭気を誤魔化すため、炊き込み御飯にするなどの工夫が行われることもあった。
キヌアを用いて味噌や醤油を製造しているメーカー（佐賀県の丸秀醤油など）もある。

## 国際キヌア年
2013年は、国際連合が定めた国際キヌア年。2月20日には、ボリビアのエボ・モラレス大統領らが国際連合総会で記念演説を行った。
キヌアは環境適応能力が高く、年間雨量が少ない温帯地域（ステップ気候）での生育が可能で多くの作物が育たない土地での栽培が可能である。
キヌアの広い環境適応性とその高い栄養価から、各国でも栽培が試みられているが、2014年の時点では主な生産国は原産地であるアンデス高地のペルーとボリビアが2大産地で、エクアドルが遠い三位となっている。この3ヶ国では1961年には52,555ヘクタール(ha)で栽培され32,435トンが収穫されたが、60年代から70年代にかけて作付面積が減少し、収穫量も半分から3/4まで落ちていた。1990年以降は作付面積も増加に転じ、1995年には収穫量も1961年並みの32,995トンとなり、2000年には52,626トン、2010年には79,447トンへと増加し、2011年からさらに急増している。2014年の作付面積は95,843ヘクタールで、これは1961年の約1.8倍で収穫量は2.5倍、単位面積当たりの収量も2010年は987kg/haと1961年の617kg/haより60%増加している。なおキヌアの単位面積当たりの収量は他の作物ができない農地での栽培であることもあり、他の主要穀類と比較すると多くはない。2000年以降、特にボリビアにおいて生産量が増加しており、2014年の1961年比は作付面積で約5.6倍、収量で約8倍となっている。
キヌアの輸出量はFAOの集計によると1970年代に始まり、1990年には489トン（ボリビア343トン、エクアドル146トン）であったが、2000年には1,478トン（ボリビア1,436トン、エクアドル42トン）、2010年には15,363トン（4653万米ドル、ほぼ全量ボリビア）と急増した。輸出単価も1970年には0.08米ドル/kgであったが、2000年に1.254米ドル/kg、2010年には3.029米ドル/kgと近年急騰している。トウモロコシ、米、麦などの主要穀類の取引価格は豊作・不作などの影響で乱高下するが、キヌアは生産国がほぼペルー、ボリビア、エクアドルに限られており、2010年の輸出はFAOの集計ではボリビアのみで輸出量は15,363トン（4653万米ドル）で他の穀物の取引量の千分の一以下であり、取引価格は上昇の一途である。
FAOの集計ではペルーからの輸出は計上されていないが、アメリカ合衆国農務省では、ペルーのキヌアの輸出を2007年から2009年までは3000トン代、2010年に5745トン、2011年に9147トン、2012年に11924トンと報告している。輸出額は取引価格の上昇もあり、2007年の448万米ドルから、2012年には3437万米ドルへと8倍近くになった。
2012年にはキヌアの輸出額がボリビアで8500万ドル、ペルーで3500万ドルと2010年の倍以上となっており、ペルーの2013年の輸出額は4000万米ドルを超えると見積もられている。
21世紀初頭キヌアの大半はアメリカ合衆国へ輸出されているが、国際キヌア年のキャンペーンなどからヨーロッパ、中国、日本での需要も増大している。

### 取引価格高騰による弊害

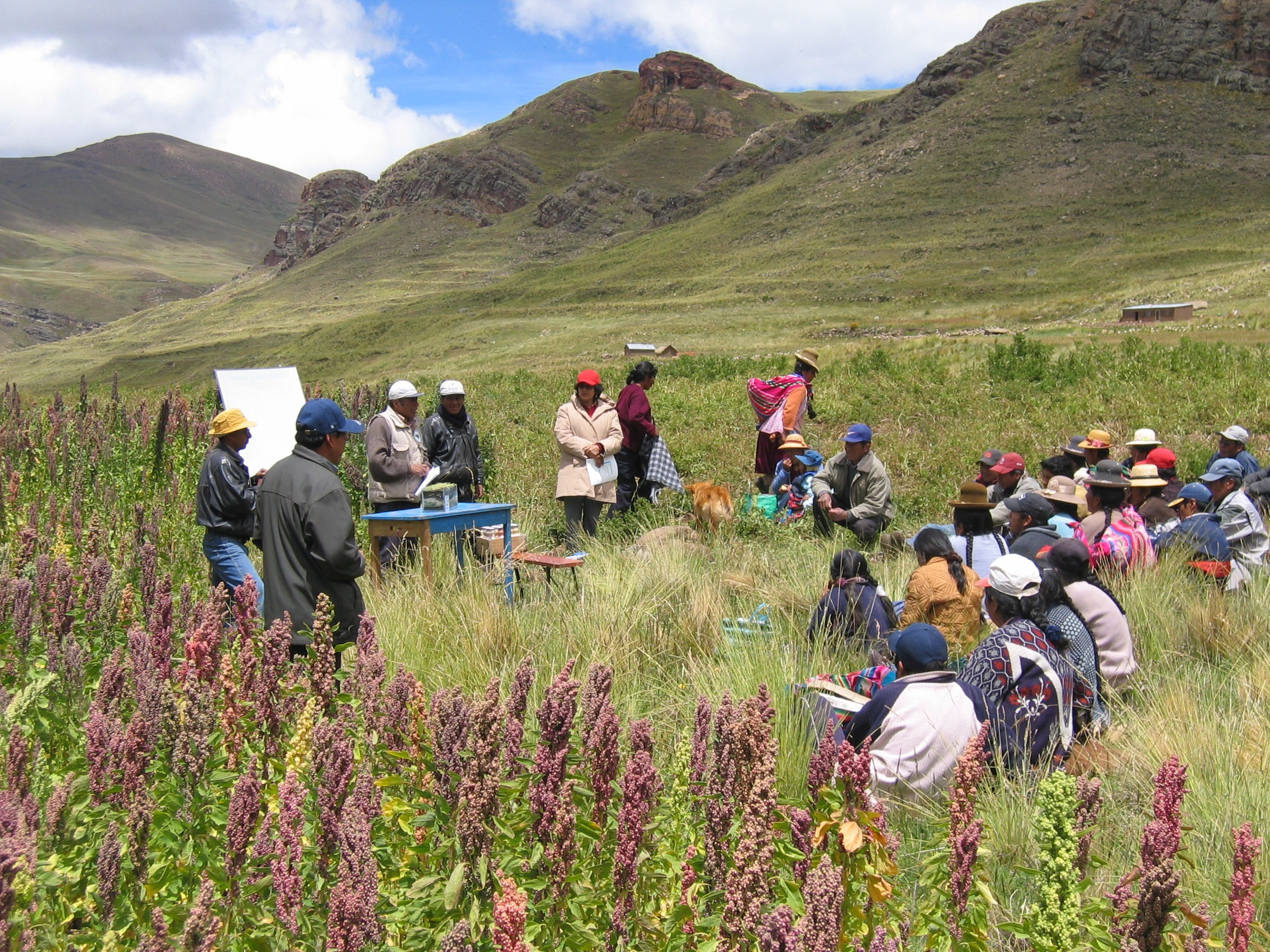
キヌア畑の前で勉強会を開く住民。ペルーのプーノ近郊

キヌアに国際的な注目が集まることにより、他の作物に比べ生産国も限られ収穫量も多くはないキヌアの国際市場価格は暴騰している。キヌアの2011年の収穫量は約8万トンで主要穀物であるトウモロコシ、米、小麦などの1万分の1以下である。収量のそれほど多くない穀類であるライ麦（Rye）の160分の1、ソバ（Buckwheat）の20分の1でしかなく、急成長した国際的需要を満たす量の生産はない。最大のキヌア生産国であるペルーのキヌア生産量は約4万トンで他の穀類に比べ生産量は多くはないが、キヌアの比重は高く、米の63分の1、トウモロコシの37分の1、小麦やソバの5分の1の収穫量がある。ペルーにおける国民一人あたりのキヌアの年間生産量は1.35kgでしかない。1980年代の価格高騰以前はキヌアはアンデス高地における重要な主食の一つであり地産地消されていたが、現在では国内外で取引されるようになっている。キヌアの生産量約8万トンに対する世界各国からの需要を例えると、日本の2012年（H24）の小豆生産量約6.8万トンに近く、全世界で日本の小豆のブーム的な需要が発生し、価格が高騰しているような状況である。キヌアがより深刻であるのはキヌアは代替作物のない地域での主食であり、生産国ペルー、ボリビアには他国と競争できる購買力がない点である。
キヌアが換金作物・輸出作物となることによりアンデス高地の農民に現金収入の道が開かれる一方で、貴重な作物である高栄養価のキヌアが農民にとって手の届かない作物となりつつある。キヌアの栽培農家では価格高騰により現金収入は増加するが、キヌアが高級食材となり自家消費に回されなくなり、何千年にもわたり築かれてきたバランスがとれ地域で完結していた食文化が崩壊し始めている。得られた収入により低価格ではあるが同時に低栄養価の穀物を購入・消費することによる影響が危惧されている。ボリビアより生産量の多いペルーでは2010年までは輸出はされていなかったが、それでも国内取引価格は上昇しており、首都リマではキヌアは鶏肉より高く、米の4倍の価格で取引されている。
ペルー政府では児童への給食プログラム「カリ・ワルマ」（Qali Warma）によりキヌアを市場価格より12%高い価格で買い付けるという自衛行動に出ている。
キヌアは他の作物が育成できない土地での作物であったが、キヌアの価格の高騰から、他の作物が育つ農地までキヌアへ転作され始め、作物の多様性が失われつつある。キヌアは栽培面積あたりの収量は決して良い作物ではなく、ペルーではトウモロコシの単位収穫量は約3.18トン/ha（ヘクタール）、小麦1.47トン/ha、ソバ1.36トン/haに対しキヌアは1.16トン/haである。
また過去には地産地消の作物として栽培されていたが、換金作物として作付面積の急拡大や高収量を目指した地力を越えた栽培による環境負荷の増大も懸念されている。
ボリビアでは5年間にキヌアの国内消費が3分の1減少したとの報告がある一方で、ボリビアの農村開発･土地省の副大臣による「4年間で4倍になり一人あたり1.11kg/年（3g/日）の消費であった」との反論の発表があるなど錯綜した報告があるが、これは価格高騰および輸出量急増に対する関心の高さを示している。2000年にはボリビアのキヌアの輸出は1436トン（総収穫量の6%）で現在の様に（2010年は総収穫量の43%が輸出へ）多くはなく、当時の国民一人あたりの消費量は2.69kg/年であった。農村開発･土地省副大臣の言う1.11kg/年は2000年の数値の4割であり、現金収入の限られた農民における高騰したキヌアの消費はこの数値以上の落ち込みである。さらに遡れば1985年には一人あたりの消費量は3.51kg/年であったが、2000年にかけては輸出の割合は1割以下であり、消費量の減少は食生活の変化によるものと思われる。
「国際キヌア年」はキヌアの栽培を世界に広めることにより食料安全保障と飢餓撲滅を意図したものであるが、現在スーパーフードとして需要は喚起されたが産地はほぼペルーとボリビアに限られており、価格高騰から産地では消費できない様相になっている。
ペルーでは米国と世界銀行の援助のもとに換金作物として1990年代からイカ県で高級食材であるアスパラガスの栽培が始まった。2010年にはペルーは全世界のアスパラガスの交易量の40%にあたる12万3千トンを輸出する世界最大の輸出国となった。このアスパラガス栽培により仕事および収入が創成されたが、同時に乾燥地帯であるイカ地方に大きな環境負荷を与えている。21世紀に入り始まったキヌアブームがアスパラガス同様の影響を与えるのではないかと危惧されている。

## カシュルート論争
キヌアは過越期間中禁じられる穀類の代替品としてユダヤ教徒社会で人気となっている。いくつかのカシェル認証団体は、禁忌の穀類と似ていること、および近隣の農地からや加工施設で禁忌の穀類が混入する恐れがあることを理由にキヌアを過越用カシェル食品と認証することを拒否している。
2013年12月、世界最大のカシェル認証機関である正統連盟は、キヌアを過越用カシェル食品に認証することを発表した。

## 呼び名
生産地がいわば辺境の地であり、生産規模が小さく、ほぼ自家消費（地産地消）で広域に流通して来なかったため、各地で様々な名で呼ばれている。以下各言語での名称（括弧内が産地）
ケチュア語（ペルー、ボリビア、エクアドル） - kinúwa、kínua、 kiuna、kitaqañiwa、kuchikinwa
アイマラ語（ペルー、ボリビア） - tupapa、supha、jopa、jupha、juira、ära、qallapi、vocal、linquiñique
チブチャ語（コロンビア） - ・suba、pasca
マプチェ語（チリ） - dawe、sawe、chichiconwa
スペイン語ではよりケチュア語に近いquinuaと、学名となったquinoaが使われている。他の言語では学名quinoaが使われている。

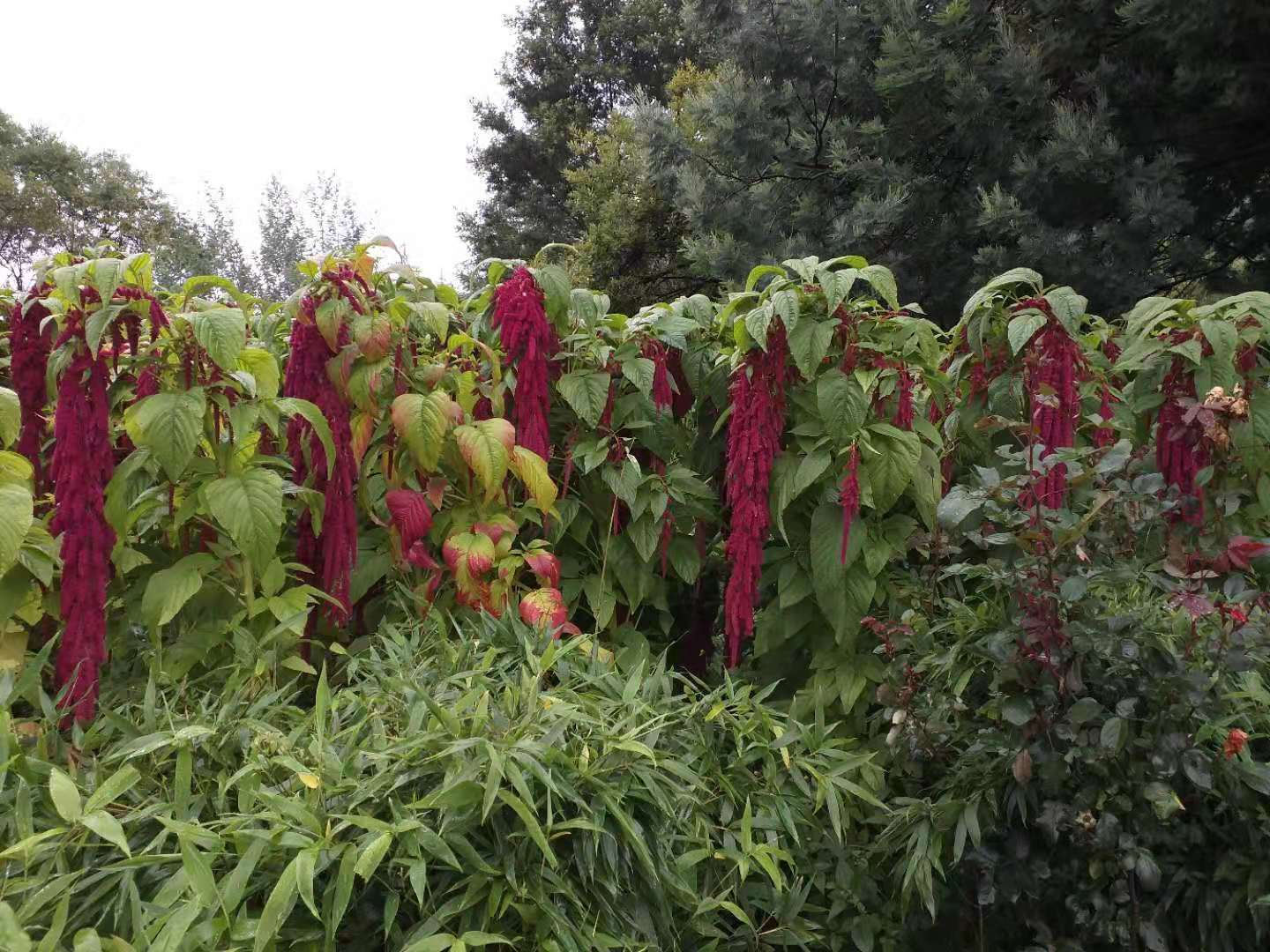
紅色のキヌア
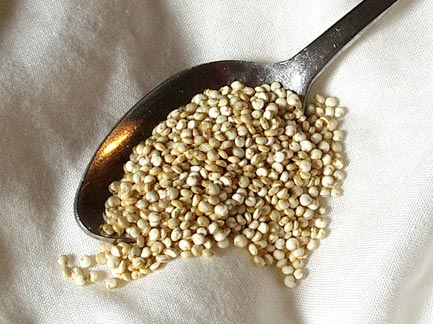
乾燥したキヌア
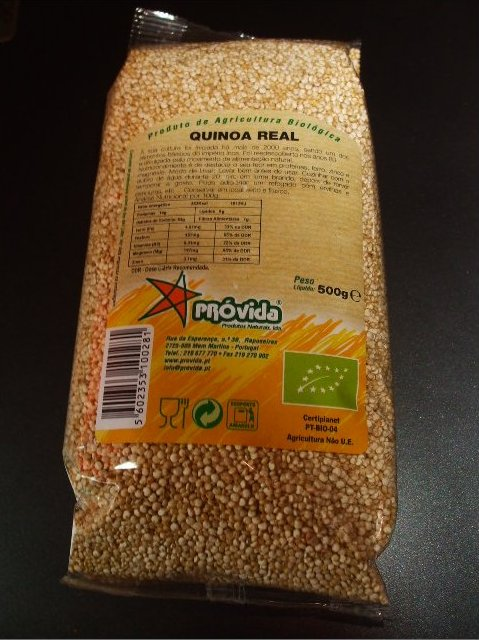
食用キヌアの袋
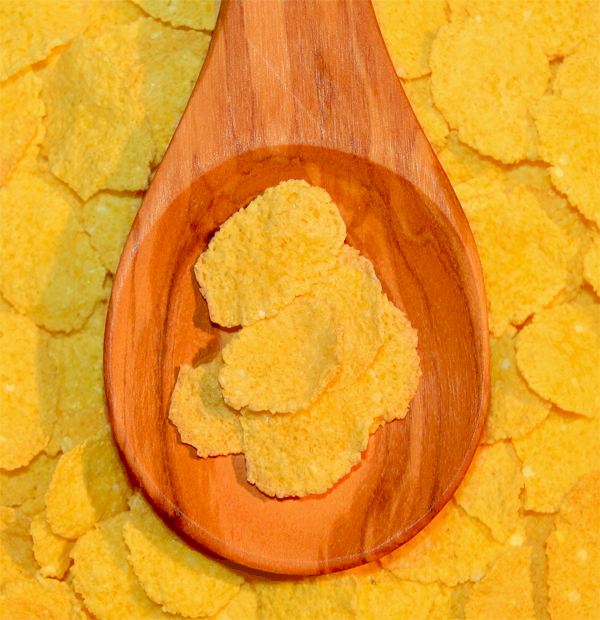
キヌアのシリアル食品

## 他の近縁の作物
ヒユ科にはキヌアの他にも食用に栽培されている種がある。キヌア同様に高タンパク質であり高栄養価であるが、キヌアよりさらに生産量が少ない。
- アマランサス（西：amaranto、ケチュア語：kiwicha、quihuicha） - ヒユ科ヒユ属の一年草。古代にはヒモゲイトウ（英語版）（A. caudatus）、スギモリケイトウ（A. cruentus）、センニンコク（英語版）（A. hypochondriacus）がメキシコ、グアテマラ、ペルーで大規模に栽培されていたが、現在では少規模の栽培に留まっている。葉も食用にされ、観賞作物としても栽培されている。
- カニワ（英語版）（qañiwa*、qañawa、Chenopodium pallidicaule） - キヌアと同属でキヌアと一緒に栽培されている。草丈は1mと低く種子はキヌアより小さく1.0-1.2mmで、より多くサポニンを含む[11]。
- ウアウソントレ（英語版）（西：Huauzontle、Chenopodium nuttalliae） - キヌアと同属一年草で草丈、葉、花などキヌアによく似ているが種子は約1.5mmと小さい。中央アメリカが原産と考えられておりアステカ文明では広く栽培されていたが現在ではメキシコで少量が栽培されているのみである[11]。